# Sufragánní diecéze

Lillská církevní provincie: tvořena je třemi jednotkami: metropolitní arcidiecézí lillskou, sufragánní arcidiecézí cambraiskou a diecézí arraskou

Sufragánní diecéze v některých křesťanských církvích je diecéze, v jejímž čele stojí sufragánní biskup, který je napojen na metropolitní arcidiecézi, v jejímž čele stojí metropolitní arcibiskup. Metropolitní stolec a jeho sufragánní diecéze tvoří církevní provincii. Kromě přednosti před svými sufragány má metropolita obvykle i další výsady.
Sufragánní diecéze existují zejména v katolické církvi, ale také v dalších křesťanských denominacích, jako je anglikánské společenství a v některých pravoslavných církvích (např. koptská pravoslavná církev a rumunská pravoslavná církev). 

## Etymologický výklad termínu
Etymologie slova suffragan je nejistá: podle některých pramenů může vycházet z toho, že v provinčním sněmu, jemuž předsedal metropolita, byla suffraganem diecéze biskupa s právem volby (lat. jus suffragii), zatímco podle jiného výkladu byla suffragium účast na společném místě při modlitbách. 

## V katolické církvi
V katolické církvi v minulosti vazba mezi metropolitou a jeho sufragány zahrnovala také povinnosti kanonické povahy. Od II. vatikánského koncilu je vztah mezi sufragánem a jeho metropolitou převážně čestný, protože oba jsou diecézními biskupy, kteří mají řádnou jurisdikci nad svými jednotlivými biskupstvími, a metropolita nemá přímou moc nad věřícími mimo svou diecézi. Kodex kanonického práva však metropolitovi přisuzuje některé omezené funkce:
436, § 1. Metropolitovi přísluší v diecézích biskupů jeho provincie:
1 dozírat na řádné zachovávání víry a církevní kázně, a vyskytnou-li se porušení, podat zprávu papeži;
2 se souhlasem Apoštolského stolce konat vizitace, jestliže je zanedbal biskup jeho provincie;
3 jmenovat administrátora diecéze podle kán. 421, § 2 (*) a 425, § 3 (**).

§ 2. Kde to vyžadují okolnosti, může Apoštolský stolec pověřit metropolitu zvláštními úkoly a zmocněními, které stanoví partikulární právo.
§ 3. Metropolitovi nepřísluší žádná jiná moc řízení v ostatních diecézích jeho provincie; může však ve všech jejich kostelích konat bohoslužby jako biskup ve vlastní diecézi, s výjimkou katedrály, kde o tom musí předem vyrozumět diecézního biskupa.
(*) 421 § 2. Jestliže během předepsané lhůty nebyl z jakéhokoliv důvodu zákonně zvolen administrátor diecéze, jeho jmenování přechází na metropolitu, a jestliže není obsazen úřad metropolity nebo úřad metropolity spojený s úřadem diecézního biskupa provincie, přechází jmenování na služebně nejstaršího diecézního biskupa provincie.
(**) 425 § 1. Platně může být administrátorem diecéze ustanoven pouze kněz, který dovršil třicet pět let svého věku a do tohoto uvolněného úřadu diecézního biskupa nebyl již zvolen, jmenován nebo závazně navržen.
§ 3. Jestliže se nedodrží podmínky stanovené v § 1, metropolita nebo, jde-li o uvolnění úřadu metropolity, služebně nejstarší diecézní biskup provincie ustanoví po zjištění skutečnosti administrátora; avšak jednání osoby, která byla zvolena v rozporu s ustanovením § 1, je neplatné ze samého práva.
Ačkoli nejběžnější formu církevních provincií tvoří metropolitní arcidiecéze a její sufragánní diecéze, v latinské církvi jsou součástí provincií jako sufragány i další místní církve s obvyklým režimem: arcidiecéze, územní prelatury a územní opatství. Výjimečně existují také některá místa misijních území nebo zvláštním řízením: apoštolské vikariáty, apoštolské prefektury, apoštolské administratura a misie sui iuris. Pokud některý z těchto církevních obvodů není sufragánní, říká se, že bezprostředně podléhá Svatému stolci.
Ve východních katolických církvích jsou eparchie ekvivalentem diecézí a obvykle jsou sufragány východního metropolitu nebo patriarchátu na území vlastním východním církvím, stejně jako některé archieparchie. Mimo ně jsou eparchie bezprostředně podřízeny Svatému stolci nebo jsou v některých případech sufragány latinské metropolitní arcidiecéze.
Titulární diecéze již nejsou v Annuario Pontificio uváděna jako sufragány. 

### Sufragánní diecéze v České republice

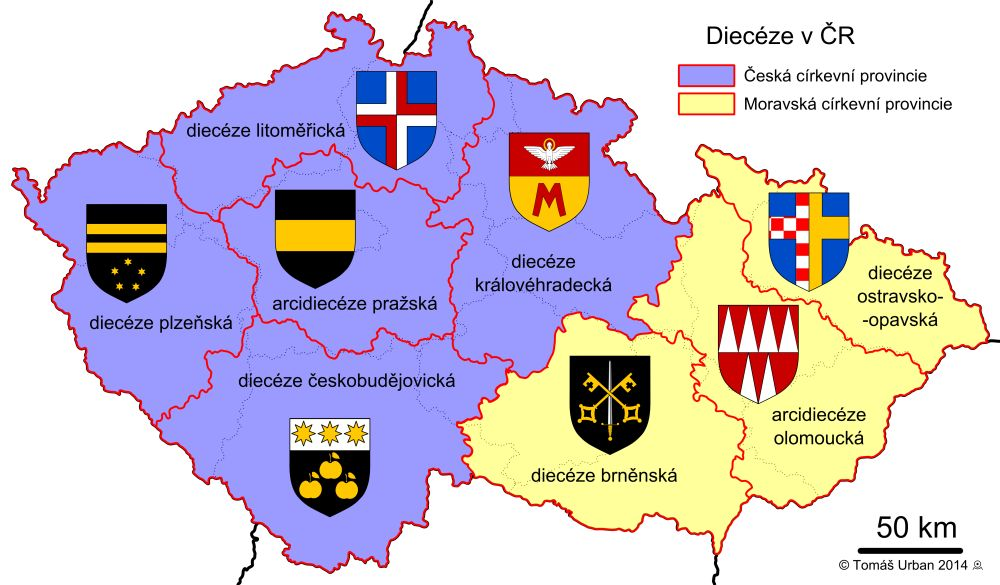
České a moravské diecéze

V České republice jsou dvě církevní provincie: česká spojená s českým metropolitou a moravská spojená s moravským metropolitou.
České sufragánní diecéze:
- Diecéze litoměřická (založena 1655)
- Diecéze královéhradecká (založena 1664)
- Diecéze českobudějovická (založena 1785)
- Diecéze plzeňská (založena 1993)

Moravské sufragánní diecéze:
- Diecéze brněnská (založena roku 1777)
- Diecéze ostravsko-opavská (založena 1996)

## V anglikánském společenství
V anglikánské církvi existují dva metropolitní stolce, Canterbury a York, které stojí v čele svých církevních provincií složených ze sufragánních diecézí. Termín sufragánní biskup se však v anglikánském společenství používá pro biskupy, kteří mají podobné povinnosti jako pomocní biskupové v katolické církvi. 

## V koptské pravoslavné církvi
Podle alexandrijské tradice uděluje koptský papež malému počtu diecézních biskupů pod svou jurisdikcí hodnost metropolitního biskupa v osobním postavení (in persona episcopi), a nikoliv kvůli velikosti nebo významu diecéze. Hodnost arcibiskupa metropolity však mají ti, jejichž arcidiecéze mají historický význam a v rámci své územní jurisdikce měli nebo mají více než jednu sufragánní diecézi. Ve starověku v Egyptě neexistovaly skutečné metropolie, ale biskup hlavního města každé římské provincie požíval jakéhosi čestného primátu, a v tomto smyslu je spíše metropolitním biskupem než metropolitou ve smyslu, který se mu přisuzuje v ostatních patriarchátech. 

## V Pravoslaví
V pravoslavných církvích systém církevních provincií v průběhu staletí zanikl, především v důsledku islamizace a vyhánění křesťanského obyvatelstva. Tento systém přežívá v rumunské pravoslavné církvi a v církvi na Krétě.